# Itakura Katsuzumi
Itakura Katsuzumi est un nom japonais traditionnel ; le nom de famille (ou le nom d'école), Itakura, précède donc le prénom (ou le nom d'artiste).
Itakura Katsuzumi (板倉勝澄, 13 août 1719-6 juin 1769) premier daimyo Itakura du domaine de Bitchū-Matsuyama, succède à Ishikawa Fusayoshi, suivi d'Itakura Katsutake.

## Source de la traduction
- (en) Cet article est partiellement ou en totalité issu de l’article de Wikipédia en anglais intitulé « Itakura Katsuzumi » (voir la liste des auteurs).